# Gerhard Herzberg
Gerhard Heinrich Friedrich Otto Julius Herzberg (Hamburg, 25 december 1904 – Ottawa (Canada), 3 maart 1999) was een fysicus en fysisch-chemicus die in 1971 de Nobelprijs voor Scheikunde ontving. Hij werd geboren in Duitsland en vluchtte in 1935 naar Canada, waar hij zijn carrière voortzette.

## Biografie
Herzberg zag het levenslicht in Hamburg als zoon van Albin H. Herzberg en Ella Biber. Hij had een oudere broer, Walter, geboren in januari 1904. Zijn vroege opleiding genoot hij in Frankfurt en Hamburg en aansluitend studeerde hij natuurkunde aan het Darmstadt Instituut van Technologie. In 1928 behaalde hij er zijn Dr.Ing.-diploma onder H. Rau. Vervolgens deed hij post-doconderzoek aan de Universiteit van Göttingen onder James Franck en Max Born en van 1928 tot 1930 aan de Universiteit van Bristol. In 1930 werd hij benoemd tot privaatdocent en senior-assistent aan de faculteit natuurkunde van het Darmstadt Instituut van Technologie.
In augustus 1935 was Herzberg gedwongen om Duitsland te verlaten als vluchteling (zijn vrouw was joods) en nam in Canada een baan aan als gasthoogleraar aan de Universiteit van Saskatchewan. Een paar maanden later werd hij er benoemd tot hoogleraar natuurkunde, een positie die hij tot 1945 behield. Van 1945 tot 1948 was Herzberg hoogleraar spectroscopie aan het Yerkes Observatorium van de Universiteit van Chicago.
In 1948 keerde hij terug naar Canada alwaar hij Director of the Division of Physics werd bij het National Research Council. Hoewel hij in 1969 officieel met pensioen mocht bleef hij nog vijf jaar aan als Distinguished Research Scientist Emeritus. In 1974 werd hij directeur van een nieuwe faculteit die naar hem was vernoemd, het Herzberg Instituut van Astrofysica in Ottawa waar hij werkzaam was totdat hij in 1995 problemen met zijn gezondheid kreeg.
Herzberg was gehuwd met Louise Oettinger, een spectroscopiste die hem bij zijn vroege werk werk geassisteerd had. Ze kregen twee kinderen, zoon Paul Albin en dochter Agnes Margaret. Na het overlijden van zijn echtgenote in 1971 hertrouwde hij een jaar later met de bijna veertig jaar jongere Monika Elisabeth Tenthoff. Uit dit huwelijk werd nog een dochter Luise, geboren.

## Werk
Zijn belangrijkste werk concentreerde zich op atomaire en moleculaire spectroscopie, de analyse van licht die atomen en moleculen absorberen of uitzenden. Hij werd bekend doordat hij gebruik maakte van deze technieken om de structuren te bepalen van diatomaire en polyatomaire moleculen, waaronder ook vrije radicalen, die op andere manieren moeilijk te onderzoeken zijn. Verder vergaarde hij bekendheid vanwege zijn chemische analyse van astronomische objecten.
In 1971 ontving Herzberg de Nobelprijs voor de Scheikunde voor zijn bijdragen aan de kennis van de elektronenstructuur en de geometrie van moleculen, in het bijzonder de vrije radicalen. Ook verschafte zijn werk inzicht over de samenstelling van de aardse atmosfeer op grote hoogte.
Voor zijn werk werd Herzberg onderscheiden met vele prijzen en medailles, waaronder de Henry Marshall Tory Medal (1953), de Frederick Ives Medal (1964), de Orde van Canada (1968), de Willard Gibbs Medal (1969) van de American Chemical Society, de Nobelprijs (1971) en de Royal Medal (1971).

## Publicaties
- Atomspektren und Atomstruktur, 1936.
- Molekülspektren und Molekülstruktur, 1939.
- The spectra and structures of simple free radicals: An introduction to molecular spectroscopy. Dover Books, New York, 1971, ISBN 0-486-65821-X.
- Molecular Spectra and Molecular Structure: I. Spectra of Diatomic Molecules. Krieger, 1989, ISBN 0-89464-268-5.
- Molecular Spectra and Molecular Structure: II. Infrared and Raman Spectra of Polyatomic Molecules. Krieger, 1989, ISBN 0-89464-269-3.
- Molecular Spectra and Molecular Structure: III. Electronic Spectra and Electronic Structure of Polyatomic Molecules. Krieger, 1989, ISBN 0-89464-270-7.
- Molecular Spectra and Molecular Structure: IV. Constants of Diatomic Molecules. K.P. Huber and G. Herzberg, Van nostrand Reinhold company, New York, 1979, ISBN 0-442-23394-9.

1901: Van 't Hoff ·
1902: E. Fischer ·
1903: Arrhenius ·
1904: Ramsay ·
1905: Baeyer ·
1906: Moissan ·
1907: Buchner ·
1908: Rutherford ·
1909: Ostwald ·
1910: Wallach ·
1911: Curie ·
1912: Grignard, Sabatier ·
1913: Werner ·
1914: Richards ·
1915: Willstätter ·
1918: Haber ·
1920: Nernst ·
1921: Soddy ·
1922: Aston ·
1923: Pregl ·
1925: Zsigmondy ·
1926: Svedberg ·
1927: Wieland ·
1928: Windaus ·
1929: Harden, Euler-Chelpin ·
1930: H. Fischer · 
1931: Bosch, Bergius ·
1932: Langmuir ·
1934: Urey ·
1935: F. Joliot-Curie, I. Joliot-Curie ·
1936: Debye ·
1937: Haworth, Karrer ·
1938: Kuhn ·
1939: Butenandt, Ružička ·
1943: Hevesy · 
1944: Hahn ·
1945: Virtanen ·
1946: Sumner, Northrop, Stanley ·
1947: Robinson · 
1948: Tiselius · 
1949: Giauque ·
1950: Diels, Alder ·
1951: McMillan, Seaborg ·
1952: Martin, Synge ·
1953: Staudinger ·
1954: Pauling ·
1955: Vigneaud ·
1956: Hinshelwood, Semjonov ·
1957: Todd ·
1958: Sanger ·
1959: Heyrovský ·
1960: Libby ·
1961: Calvin ·
1962: Perutz, Kendrew ·
1963: Ziegler, Natta ·
1964: Hodgkin ·
1965: Woodward ·
1966: Mulliken ·
1967: Eigen, Norrish, Porter ·
1968: Onsager ·
1969: Barton, Hassel ·
1970: Leloir ·
1971: Herzberg ·
1972: Anfinsen, Moore, Stein · 
1973: E.O. Fischer, Wilkinson · 
1974: Flory ·
1975: Cornforth, Prelog ·
1976: Lipscomb ·
1977: Prigogine · 
1978: Mitchell ·
1979: Brown, Wittig ·
1980: Berg, Gilbert, Sanger ·
1981: Fukui, Hoffmann ·
1982: Klug ·
1983: Taube ·
1984: Merrifield ·
1985: Hauptman, Karle ·
1986: Herschbach, Lee, Polanyi ·
1987: Cram, Lehn, Pedersen ·
1988: Deisenhofer, Huber, Michel ·
1989: Altman, Cech ·
1990: Corey ·
1991: Ernst ·
1992: Marcus ·
1993: Mullis, Smith ·
1994: Olah ·
1995: Crutzen, Molina, Rowland ·
1996: Curl, Kroto, Smalley ·
1997: Boyer, Walker, Skou ·
1998: Kohn, Pople ·
1999: Zewail ·
2000: Heeger, MacDiarmid, Shirakawa ·
2001: Knowles, Noyori, Sharpless ·
2002: Fenn, Tanaka, Wüthrich ·
2003: Agre, MacKinnon ·
2004: Ciechanover, Hershko, Rose ·
2005: Grubbs, Schrock, Chauvin ·
2006: Kornberg ·
2007: Ertl ·
2008: Shimomura, Chalfie, Tsien ·
2009: Steitz, Yonath, Ramakrishnan ·
2010: Heck, Negishi, Suzuki ·
2011: Shechtman ·
2012: Kobilka, Lefkowitz ·
2013: Karplus, Levitt, Warshel ·
2014: Betzig, Hell, Moerner ·
2015: Lindahl, Modrich, Sancar ·
2016: Sauvage, Stoddart, Feringa ·
2017: Dubochet, Frank, Henderson · 
2018: Arnold, Winter, Smith ·   
2019: Goodenough, Whittingham, Yoshino ·
2020: Charpentier, Doudna ·
2021: List, MacMillan ·
2022: Bertozzi, Meldal, Sharpless ·
2023: Bawendi, Brus, Jekimov ·
2024: Baker, Hassabis, Jumper